# Deshaies
Deshaies é uma comuna francesa na região administrativa de Guadeloupe, no departamento de Guadeloupe. Estende-se por uma área de 31,11 km², com 4 043 habitantes, segundo os censos de 1999, com uma densidade de 130 hab/km².